# 5 złotych 1930 Sztandar
5 złotych 1930 Sztandar – okolicznościowa moneta pięciozłotowa, bita w srebrze, wprowadzona do obiegu 29 listopada 1930 r., rozporządzeniem Ministra Skarbu z dnia 14 listopada 1930 r. (Dz.U. z 1930 r. nr 80, poz. 634), wycofana z obiegu 30 września 1934 r. (Dz.U. z 1934 r. nr 52, poz. 482).
W niektórych opracowaniach z początku XXI w. jako data wprowadzenia do obiegu pięciozłotówki podawany był 29 grudnia 1930 r, jednak w późniejszych tego samego autora – 29 listopada 1930 r.
Moneta upamiętniała 100-lecie powstania listopadowego.

## Awers
W centralnym punkcie umieszczono godło – orła w koronie, dwie cyfry „5" po obu stronach orła, poniżej napis „ZŁOTYCH”, a na dole rok „1930".

## Rewers
Na tej stronie monety umieszczono sztandar z drzewcem zakończonym głowicą w formie orzełka, na płacie sztandaru napis „HONOR i OJCZYZNA”, poniżej napis „1830 1930 W SETNĄ ROCZNICĘ POWSTANIA”, na samym dole, po obu stronach drzewca, inicjały projektanta WJ, a z lewej strony u dołu herb Kościesza – znak Mennicy Państwowej.

## Rant
Na rancie umieszczono wklęsły napis:

SALUS REIPUBLICAE SUPREMA LEX

(pol. dobro Rzeczypospolitej najwyższym prawem).

## Nakład
Pięciozłotówkę wybito w srebrze próby 750, na krążku o średnicy 33 mm, masie 18 gramów, według projektu Wojciecha Jastrzębowskiego, w mennicy w Warszawie, w nakładzie 1 000 000 sztuk.

## Opis
Była to pierwsza moneta okolicznościowa wprowadzona do obiegu w II Rzeczypospolitej.
Pięciozłotówka bito według ustroju monetarnego wprowadzonego Rozporządzeniem Prezydenta Rzeczypospolitej Polskiej z dnia 5 listopada 1927 r. (Dz.U. z 1927 r. nr 97, poz. 855).
Godło na monecie jest zgodne ze wzorem Godła Rzeczypospolitej Polskiej wprowadzonym 13 grudnia 1927 r. (Dz.U. z 1927 r. nr 115, poz. 980).
Projekt rewersu monety był wynikiem zamkniętego konkursu ogłoszonego we wrześniu 1930 r. Początkowo, po rozstrzygnięciu konkursu, rozpoczęto bicie monety stemplem głębokim, jednak ze względu na liczne problemy techniczne proces przerwano i opracowano stemple płytkie, którymi dokończono emisję. Pierwsze monety, te bite stemplem głębokim, są dzisiaj jednymi z najrzadszych monet II Rzeczypospolitej. Cechą charakterystyczną rysunku rewersu wybitego stemplem głębokim są cieńsze kreseczki przy obrzeżu monety, z jedną z kreseczek wypadającą dokładnie w środku korony orzełka będącego głowicą sztandaru. Nakład tej odmiany szacowany jest na około 1000 sztuk. W przeszłości, w niektórych katalogach, pisano o liczbie 200 sztuk.
Parametry monety są identyczne z parametrami pięciozłotówki wzór 1928.
Stopień rzadkości odmian przedstawiono w tabeli:
| Rocznik        | Rewers                     | Nakład (sztuk) | Stopień rzadkości | Szacowana liczba egzemplarzy | Zdjęcie |
| -------------- | -------------------------- | -------------- | ----------------- | ---------------------------- | ------- |
| 5 złotych 1930 | Sztandar – stempel głęboki | około 1000     | R5                | 26–120                       |         |
| 5 złotych 1930 | Sztandar – stempel płytki  | 1 000 000      | R                 | 80 001–400 000               |         |

## Wersje próbne
W katalogach podana jest informacja o próbnych wersjach monety wybitych:
- w brązie, stempel głęboki, z wklęsłym napisem „PRÓBA” (20 sztuk).
- w srebrze, stempel płytki, z wklęsłym napisem „PRÓBA” (nieznana liczba sztuk).

Istnieją wersje lustrzane dla obydwu odmian, tzn. bitej zarówno stemplem głębokim (nieznana liczba sztuk) oraz płytkim (200 sztuk).